# Presó secreta d'Ain El Aouda
Se sospita que la presó secreta d'Ain El Aouda és un centre clandestí de detenció de la CIA, així com un centre de detenció i tortura sota el control de la Direcció General de Vigilància del Territori (Direction de la surveillance du territoire, DST), servei d'intel·ligència del Marroc implicat en el passat en violacions dels drets humans.
Durant les protestes de la primavera àrab els interns de la centre d'interrogatoris de Témara van ser transferits a Ain El Aouda. Els Estats Units haurien pagat a l'estat marroquí 20 milions de dòlars per a la construcció de la presó.
Es rumoreja que es troba dins d'una espessa reserva natural de la família reial alauita, prop d'un ranxo del príncep Mulay Abdallah del Marroc. La ubicació deu ser inaccessible per carretera, i només s'hi pot penetrar travessant la residència reial que està vigilada pel Reial Gendarmeria Marroquina.